# Vagabond Heart
Vagabond Heart är Rod Stewarts 16:e musikalbum, utgivet 1991, på skivbolaget Warner Bros.. Bland albumets singlar finns "Broken Arrow", "Have I Told You Lately", "Rhythm of My Heart" och "The Motown Song".

## Låtlista
1. "Rhythm of My Heart" (Marc Jordan, John Capek) – 4:15
2. "Rebel Heart" (Stewart, Jeff Golub, Chuck Kentis, Carmine Rojas) – 4:10
3. "Broken Arrow" (Robbie Robertson) – 4:26
4. "It Takes Two" (duett med Tina Turner) (William "Mickey" Stevenson, Sylvia Moy) – 4:14
5. "When a Man's in Love" (Stewart, Jeff Golub, Chuck Kentis, Carmine Rojas) – 5:34
6. "You Are Everything" (Thom Bell, Linda Creed) – 4:09
7. "The Motown Song" (Larry John McNally) – 4:00
8. "Go Out Dancing" (Stewart, Jeff Golub, Chuck Kentis) – 4:20
9. "No Holding Back" (Stewart, Jim Cregan, Kevin Savigar) – 5:47
10. "Have I Told You Lately" (Van Morrison) – 4:01
11. "Moment of Glory" (Stewart, Jeff Golub, Chuck Kentis, Carmine Rojas) – 4:47
12. "Downtown Train" (Tom Waits, producerad av Trevor Horn) – 4:41 (saknas på kassett samt vissa CD-utgåvor)
13. "This Old Heart of Mine (Is Weak for You)" (Holland-Dozier-Holland, Sylvia Moy, producerad av Bernard Edwards & Trevor Horn) – 4:12 (saknas på kassett samt vissa CD-utgåvor)
14. "If Only" (Stewart, Jim Cregan, Kevin Savigar) – 4:56